# Saison 4 d'Engrenages
 (septembre 2012).
Si vous disposez d'ouvrages ou d'articles de référence ou si vous connaissez des sites web de qualité traitant du thème abordé ici, merci de compléter l'article en donnant les références utiles à sa vérifiabilité et en les liant à la section « Notes et références ».
Chronologie
Saison 3 Saison 5
Cet article présente le guide des épisodes de la quatrième saison de la série télévisée française Engrenages.

## Personnages principaux
- Caroline Proust : Capitaine Laure Berthaud
- Thierry Godard : Lieutenant Gilles « Gilou » Escoffier
- Fred Bianconi : Lieutenant Luc « Tintin » Fromentin
- Philippe Duclos : François Roban
- Grégory Fitoussi : Pierre Clément
- Audrey Fleurot : Joséphine Karlsson

## Personnages réguliers
- Bruno Debrandt : Commissaire Vincent Brémont
- Samir Boitard : Sami / Jamal Haroun
- Elizabeth Macocco : Marianne Ledoux
- Dominique Daguier : Procureur Machard
- Nicolas Briançon : Commissaire Herville

## Épisode 1
- Titre original : Épisode 1
- Numéros :  29 (4-1)
- Scénariste(s) : Anne Landois, Eric de Barahir
- Réalisateur(s) : Jean-Marc Brondolo
- Diffusion(s) : 
  -  France : 3 septembre 2012 sur Canal+
- Invité(es) :
- Résumé :

## Épisode 2
- Titre original : Épisode 2
- Numéros : 30 (4-2)
- Scénariste(s) : Anne Landois, Eric de Barahir
- Réalisateur(s) : Jean-Marc Brondolo
- Diffusion(s) : 
  -  France : 3 septembre 2012 sur Canal+
- Invité(es) :
- Résumé :

## Épisode 3
- Titre original : Épisode 3
- Numéros : 31 (4-3)
- Scénariste(s) : Anne Landois, Eric de Barahir
- Réalisateur(s) : Jean-Marc Brondolo
- Diffusion(s) : 
  -  France : 10 septembre 2012 sur Canal+
- Invité(es) :
- Résumé :

## Épisode 4
- Titre original : Épisode 4
- Numéros : 32 (4-4)
- Scénariste(s) : Anne Landois, Eric de Barahir
- Réalisateur(s) : Jean-Marc Brondolo
- Diffusion(s) : 
  -  France : 10 septembre 2012 sur Canal+
- Invité(es) :
- Résumé :

## Épisode 5
- Titre original : Épisode 5
- Numéros : 33 (4-5)
- Scénariste(s) : Anne Landois, Eric de Barahir
- Réalisateur(s) : Jean-Marc Brondolo
- Diffusion(s) : 
  -  France : 17 septembre 2012 sur Canal+
- Invité(es) :
- Résumé :

## Épisode 6
- Titre original : Épisode 6
- Numéros : 34 (4-6)
- Scénariste(s) : Anne Landois, Eric de Barahir
- Réalisateur(s) : Jean-Marc Brondolo
- Diffusion(s) : 
  -  France : 17 septembre 2012 sur Canal+
- Invité(es) :
- Résumé :

## Épisode 7
- Titre original : Épisode 7
- Numéros : 35 (4-7)
- Scénariste(s) : Anne Landois, Eric de Barahir
- Réalisateur(s) : Virginie Sauveur
- Diffusion(s) : 
  -  France : 24 septembre 2012 sur Canal+
- Invité(es) :
- Résumé :

## Épisode 8
- Titre original : Épisode 8
- Numéros : 36 (4-8)
- Scénariste(s) : Anne Landois, Eric de Barahir
- Réalisateur(s) : Virginie Sauveur
- Diffusion(s) : 
  -  France : 24 septembre 2012 sur Canal+
- Invité(es) :
- Résumé :

## Épisode 9
- Titre original : Épisode 9
- Numéros : 37 (4-9)
- Scénariste(s) : Anne Landois, Eric de Barahir
- Réalisateur(s) : Virginie Sauveur
- Diffusion(s) : 
  -  France : 1er octobre 2012 sur Canal+
- Invité(es) :
- Résumé :

## Épisode 10
- Titre original : Épisode 10
- Numéros : 38 (4-10)
- Scénariste(s) : Anne Landois, Eric de Barahir
- Réalisateur(s) : Virginie Sauveur
- Diffusion(s) : 
  -  France : 1er octobre 2012 sur Canal+
- Invité(es) :
- Résumé :

## Épisode 11
- Titre original : Épisode 11
- Numéros : 39 (4-11)
- Scénariste(s) : Anne Landois, Eric de Barahir
- Réalisateur(s) : Manuel Boursinhac
- Diffusion(s) : 
  -  France : 8 octobre 2012 sur Canal+
- Invité(es) :
- Résumé :

## Épisode 12
- Titre original : Épisode 12
- Numéros : 40 (4-12)
- Scénariste(s) : Anne Landois, Eric de Barahir
- Réalisateur(s) : Manuel Boursinhac
- Diffusion(s) : 
  -  France : 8 octobre 2012 sur Canal+
- Invité(es) :
- Résumé :